# Mina Schaathun Bergersen
Mina Schaathun Bergersen (10 luglio 2003) è una calciatrice norvegese, centrocampista del Como.

## Carriera
Bergersen cresce calcisticamente nelle giovanili del Borre, squadra della città di Vestfold, per cui debutta anche nel campionato adulto norvegese durante la stagione 2018, realizzando una rete nella sua unica partita disputata in un campionato dilettantistico norvegese, per poi ripetersi nel 2019, realizzando 9 gol in 15 apparizioni nel medesimo campionato.
Nel 2020 passa al Sandefjord, dove però non va oltre le giovanili, mentre nel primo semestre del 2021 torna a disputare 4 presenze nella Serie B norvegese con la maglia dell'Øvrevoll Hosle.
Nel corso dell'estate del 2021 Mina approda in Italia, acquistata dalla Roma, anche qui segnando al suo esordio in campionato nella vittoria per 2-1 contro l'Empoli del 15 gennaio 2022.
Dopo due stagioni con le giallorosse, in cui Schaathun Bergersen effettua 5 gettoni e una rete, il centrocampista norvegese viene girato in prestito al Como, sempre in Serie A, scendendo in campo in 23 occasioni nel corso della stagione 2023-2024.
Il 14 agosto 2024, Bergersen viene ufficialmente riscattata dalla società lariana, con cui firma un contratto triennale.

## Statistiche

### Presenze e reti nei club
Statistiche aggiornate all'11 maggio 2025.
| Stagione        | Squadra         | Campionato      | Campionato | Campionato | Coppe nazionali | Coppe nazionali | Coppe nazionali | Coppe internazionali | Coppe internazionali | Coppe internazionali | Altre coppe | Altre coppe | Altre coppe | Totale | Totale |
| Stagione        | Squadra         | Comp            | Pres       | Reti       | Comp            | Pres            | Reti            | Comp                 | Pres                 | Reti                 | Comp        | Pres        | Reti        | Pres   | Reti   |
| --------------- | --------------- | --------------- | ---------- | ---------- | --------------- | --------------- | --------------- | -------------------- | -------------------- | -------------------- | ----------- | ----------- | ----------- | ------ | ------ |
| 2018            | Borre           | Dil.            | 1          | 0          | ?               | ?               | ?               | -                    | -                    | -                    | -           | -           | -           | 1      | 0      |
| 2019            | Borre           | Dil.            | 15         | 9          | ?               | ?               | ?               | -                    | -                    | -                    | -           | -           | -           | 15     | 9      |
| Totale Borre    | Totale Borre    | Totale Borre    | 16         | 9          | ?               | ?               | ?               |                      | -                    | -                    |             | -           | -           | 16     | 9      |
| 2021            | Øvrevoll Hosle  | B               | 4          | 0          | ?               | ?               | ?               | -                    | -                    | -                    | -           | -           | -           | 1      | 0      |
| 2021-2022       | Roma            | A               | 3          | 1          | CI              | 1               | 0               | -                    | -                    | -                    | SI          | -           | -           | 4      | 1      |
| 2022-2023       | Roma            | A               | 2          | 0          | CI              | 2               | 0               | UWCL                 | -                    | -                    | SI          | 0           | 0           | 4      | 0      |
| Totale Roma     | Totale Roma     | Totale Roma     | 5          | 1          |                 | 3               | 0               |                      | -                    | -                    |             | -           | -           | 8      | 1      |
| 2023-2024       | Como            | A               | 23         | 0          | CI              | 1               | 0               |                      | -                    | -                    |             | -           | -           | 24     | 0      |
| 2024-2025       | Como            | A               | 23         | 0          | CI              | 1               | 0               |                      | -                    | -                    |             | -           | -           | 24     | 0      |
| Totale Como     | Totale Como     | Totale Como     | 46         | 0          |                 | 2               | 0               |                      | -                    | -                    |             | -           | -           | 48     | 0      |
| Totale carriera | Totale carriera | Totale carriera | 71         | 10         |                 | 5               | 0               |                      | -                    | -                    |             | -           | -           | 76     | 10     |

## Palmarès

### Club

#### Competizioni giovanili
- Campionato Primavera: 2

Roma: 2021-2022, 2022-2023

#### Competizioni nazionali
- Supercoppa italiana: 1

Roma: 2022
- Campionato italiano: 1

Roma: 2022-2023